# Heliotropium marifolium
Heliotropium marifolium är en strävbladig växtart. Heliotropium marifolium ingår i Heliotropsläktet som ingår i familjen strävbladiga växter.

## Underarter
Arten delas in i följande underarter:
- H. m. marifolium
- H. m. wallichii

## Bildgalleri

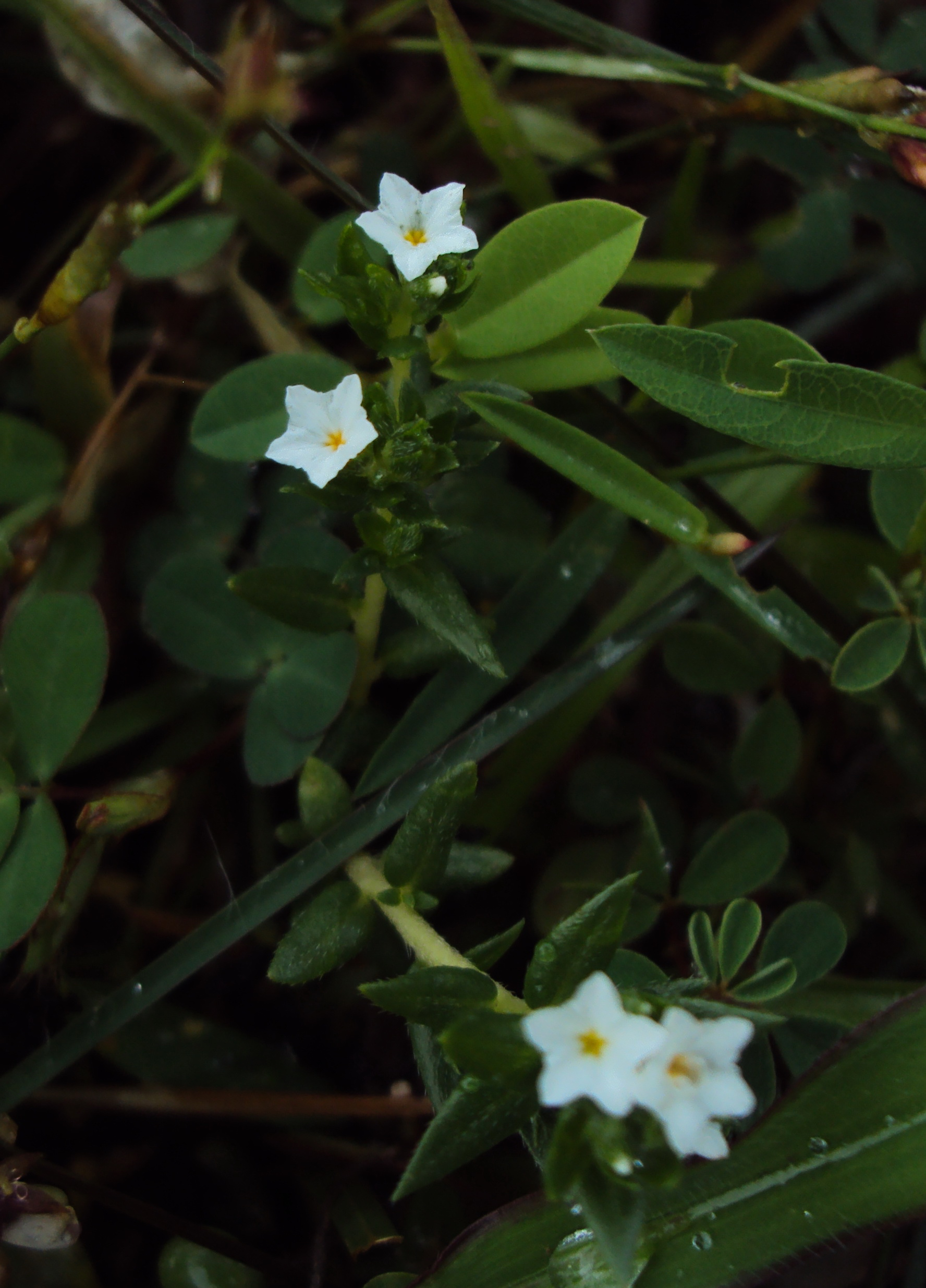
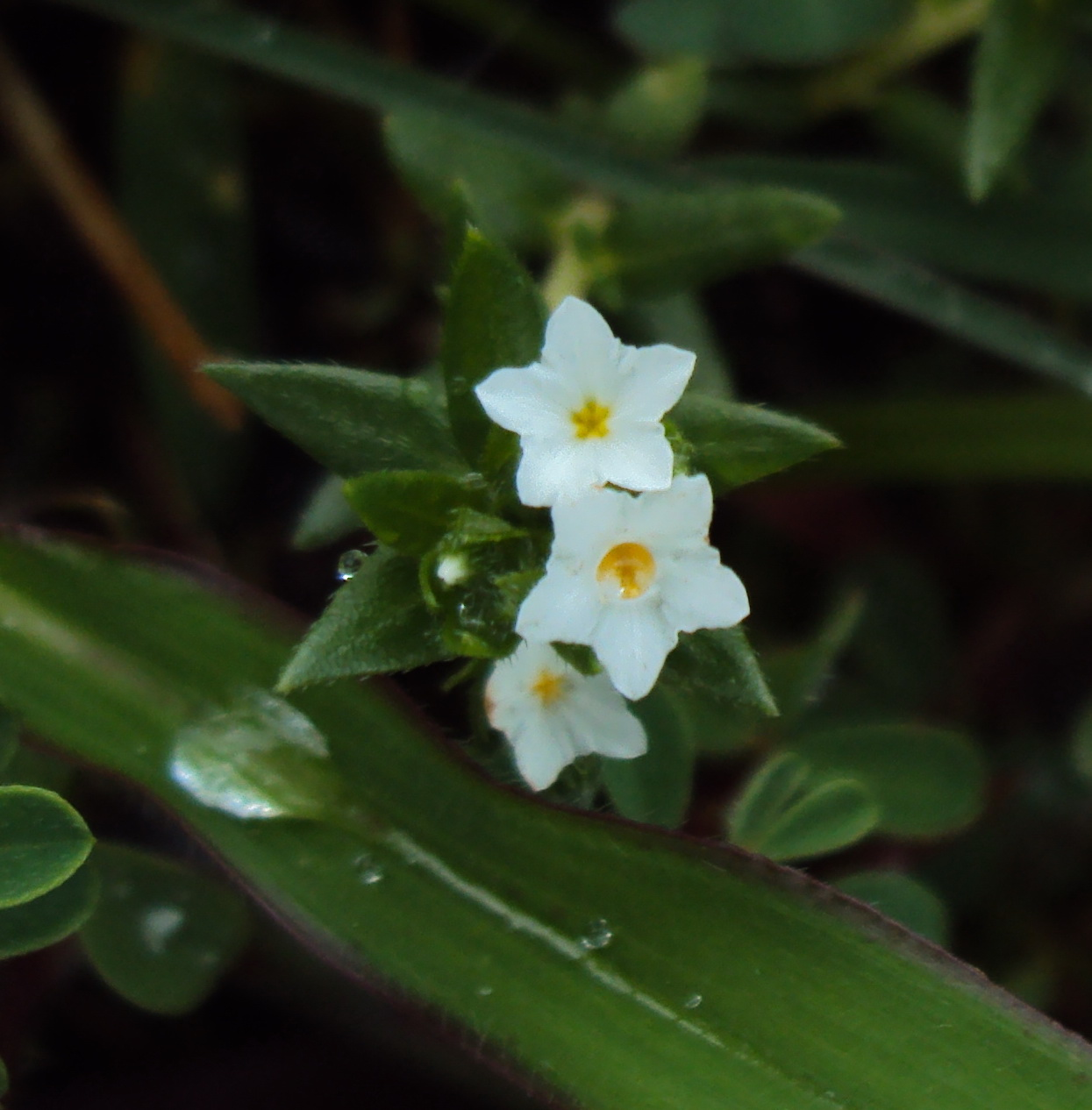